# Општина Палтиниш (Ботошани)
Палтиниш (рум. Păltiniş) општина је у Румунији у округу Ботошани.
Oпштина се налази на надморској висини од 200 m.